# Діброва (ліс)

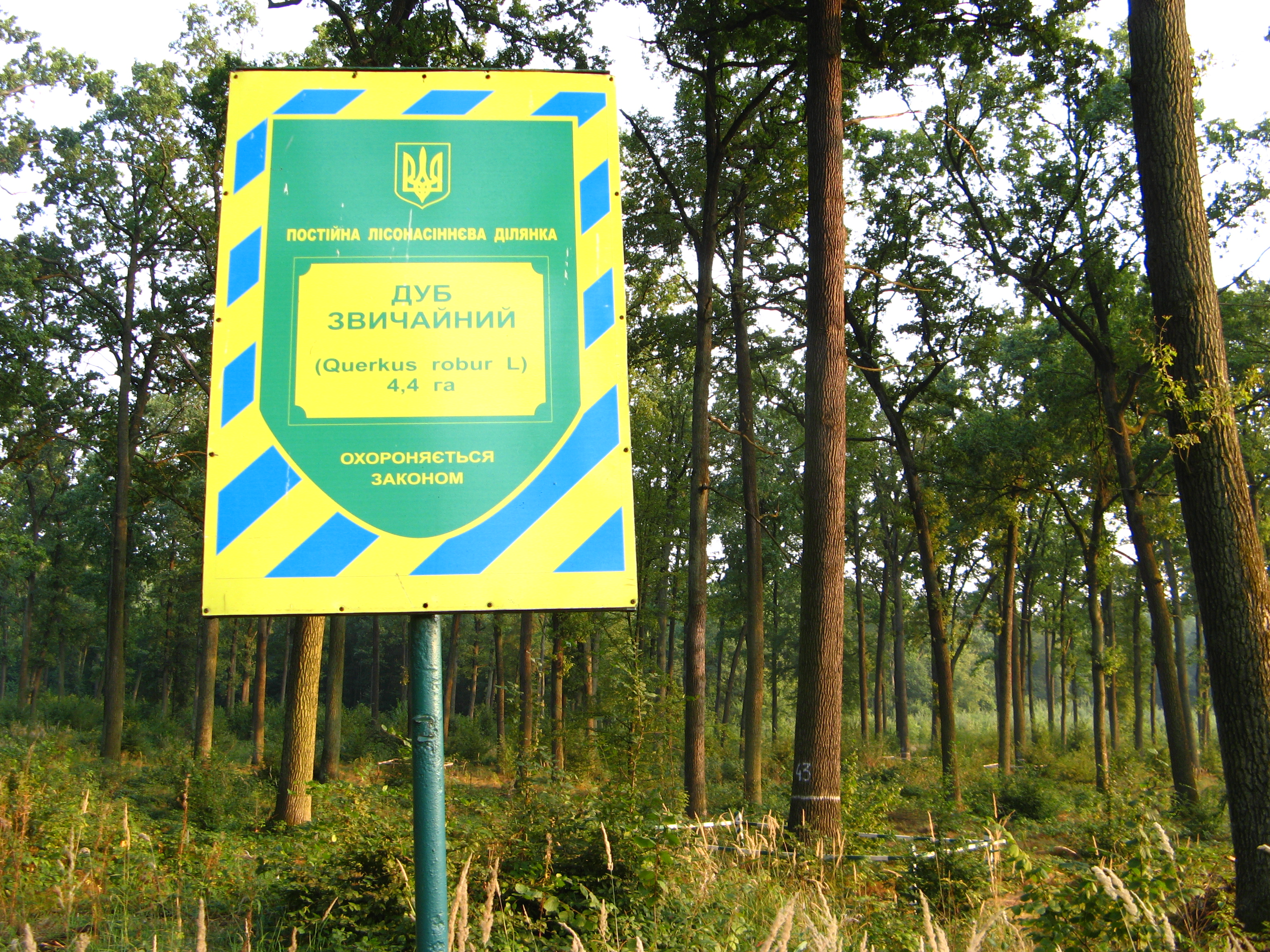
Діброва біля смт Брюховичі (Брюховицький ліс)

Дібро́ва — ліс, у якому зростає переважно дуб і менш поширені супутні широколистяні породи: клен, липа, ясен, граб тощо. Діброви формуються на родючих опідзолених чорноземах та сірих лісових ґрунтах. Поширені в зонах мішаних лісів, лісостеповій та, частково, степовій зонах, а також у заплавах річок.
Найпоширенішою лісотвірною породою дібров у Північній півкулі виступає дуб звичайний, рідше дуб скельний, останній вважається також менш продуктивним, і ще рідше — дуб корковий. Південною кліматичною межею поширення дібров вважається середньорічна тесмпература повітря 2 °C
В Україні найцінніші масиви дібров (Чорний ліс, Холодний Яр, Савранський ліс тощо) взяті під охорону як заказники або заповідні урочища. У 1976 році в Україні було 1,6 млн га дібров. На Заході України частою домішкою в дібровах виступає бук. У підліску найпоширенішою є ліщина звичайна.
Історично в Європі були поширені рідкі світлі дубові ліси без підліску, які спеціально утримувались у такому стані для максимального урожаю жолудів. У таких лісах екстенсивно випасали (годували жолудями) стада свиней. Після переходу до розведення свиней на свинофермах такі діброви перестали бути господарсько доцільними і поступово змінилися іншими типами лісів та угідь.